# Nordfjordeid

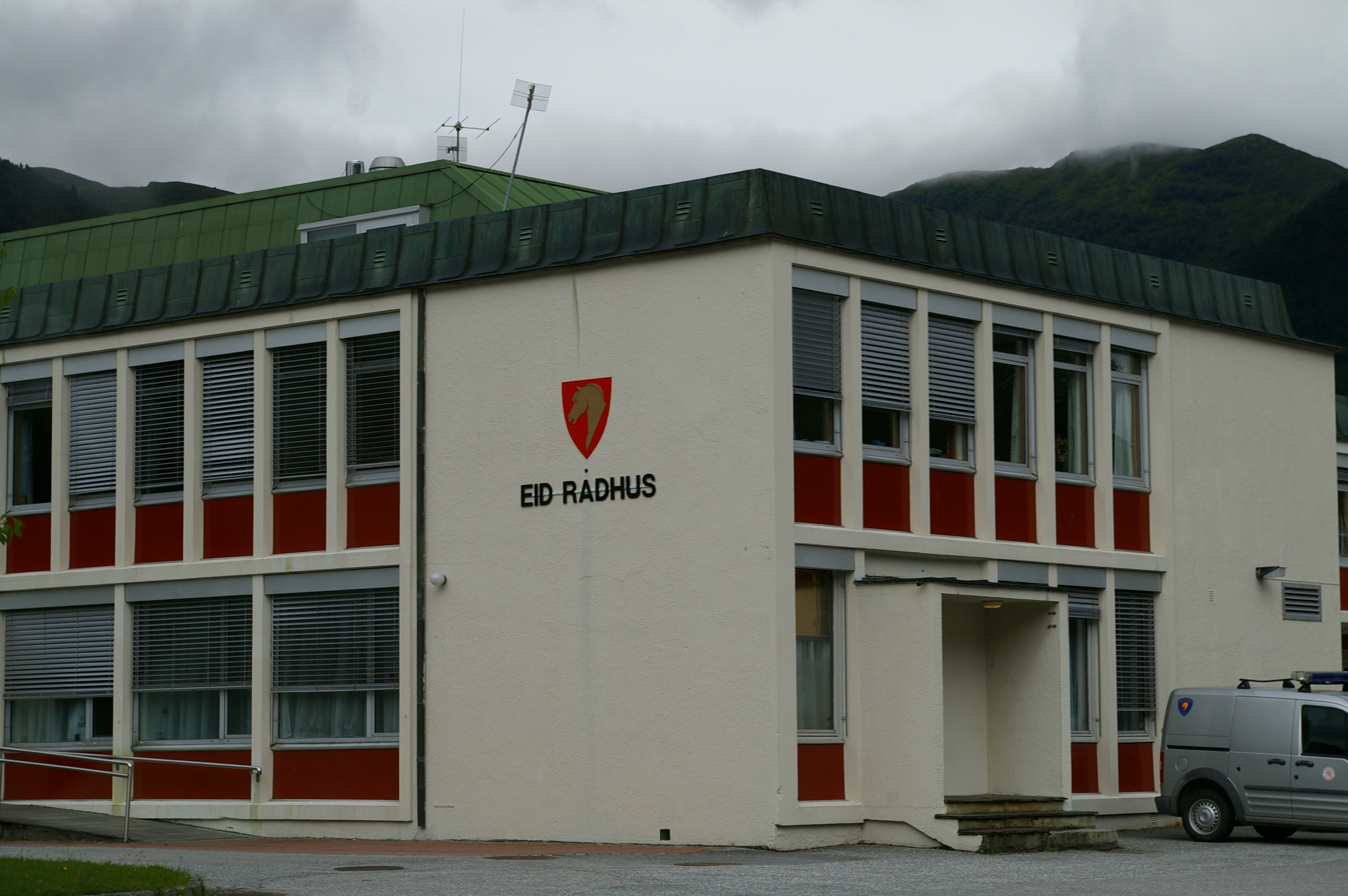
Das Rathaus von Eid in Nordfjordeid.

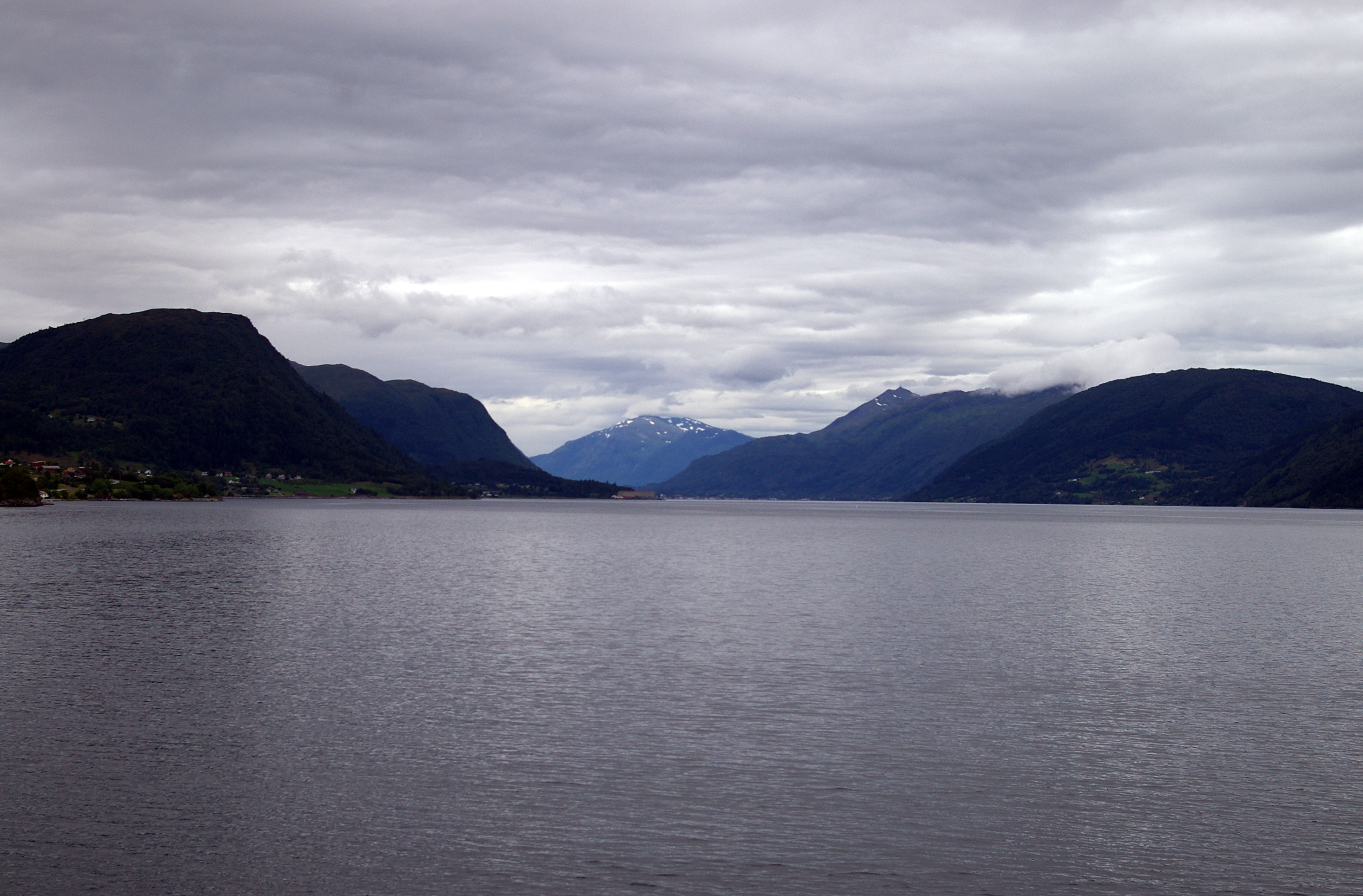
Eidsfjord. Blick nach Osten Richtung Nordfjordeid.

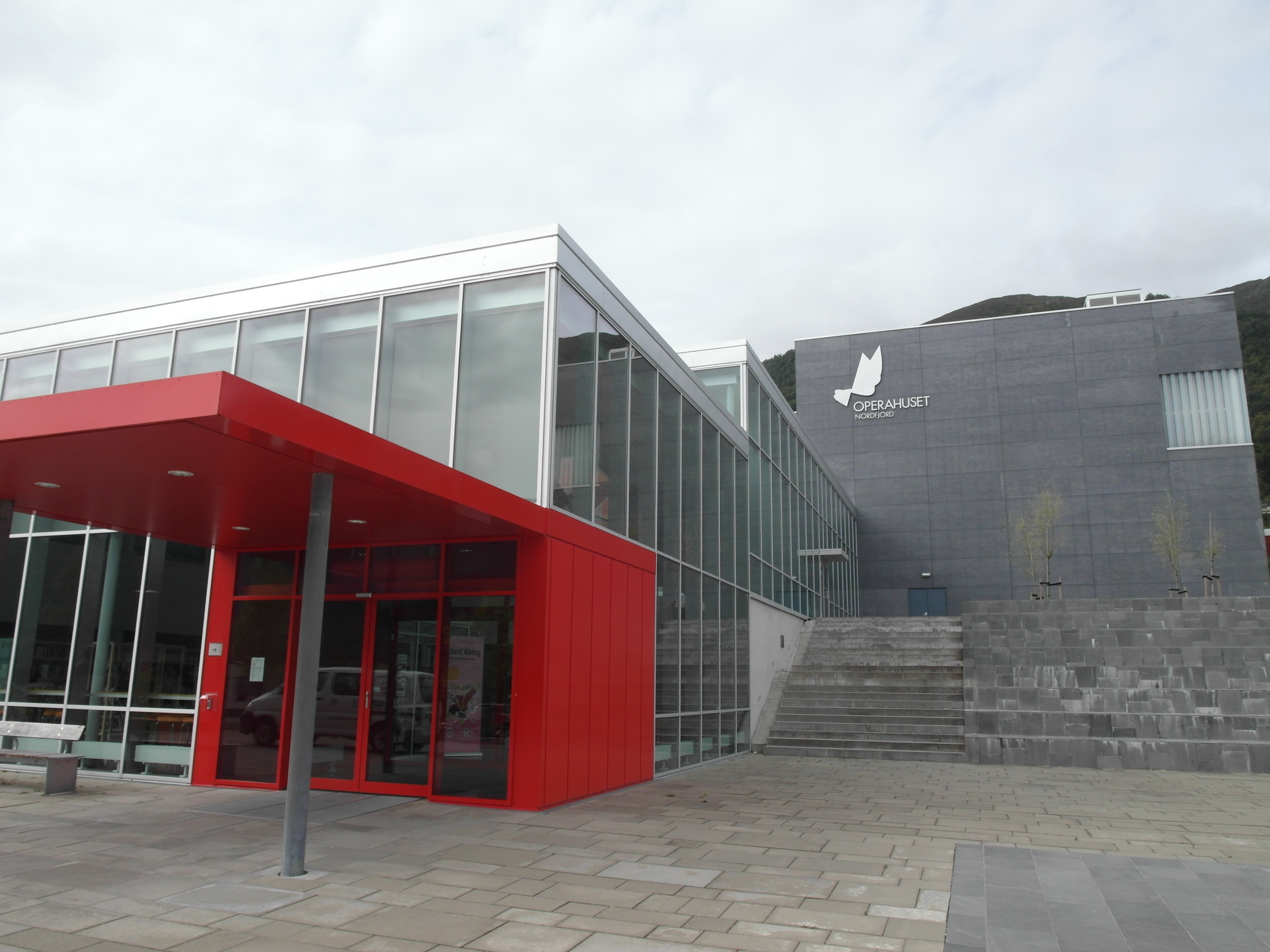
Opernhaus

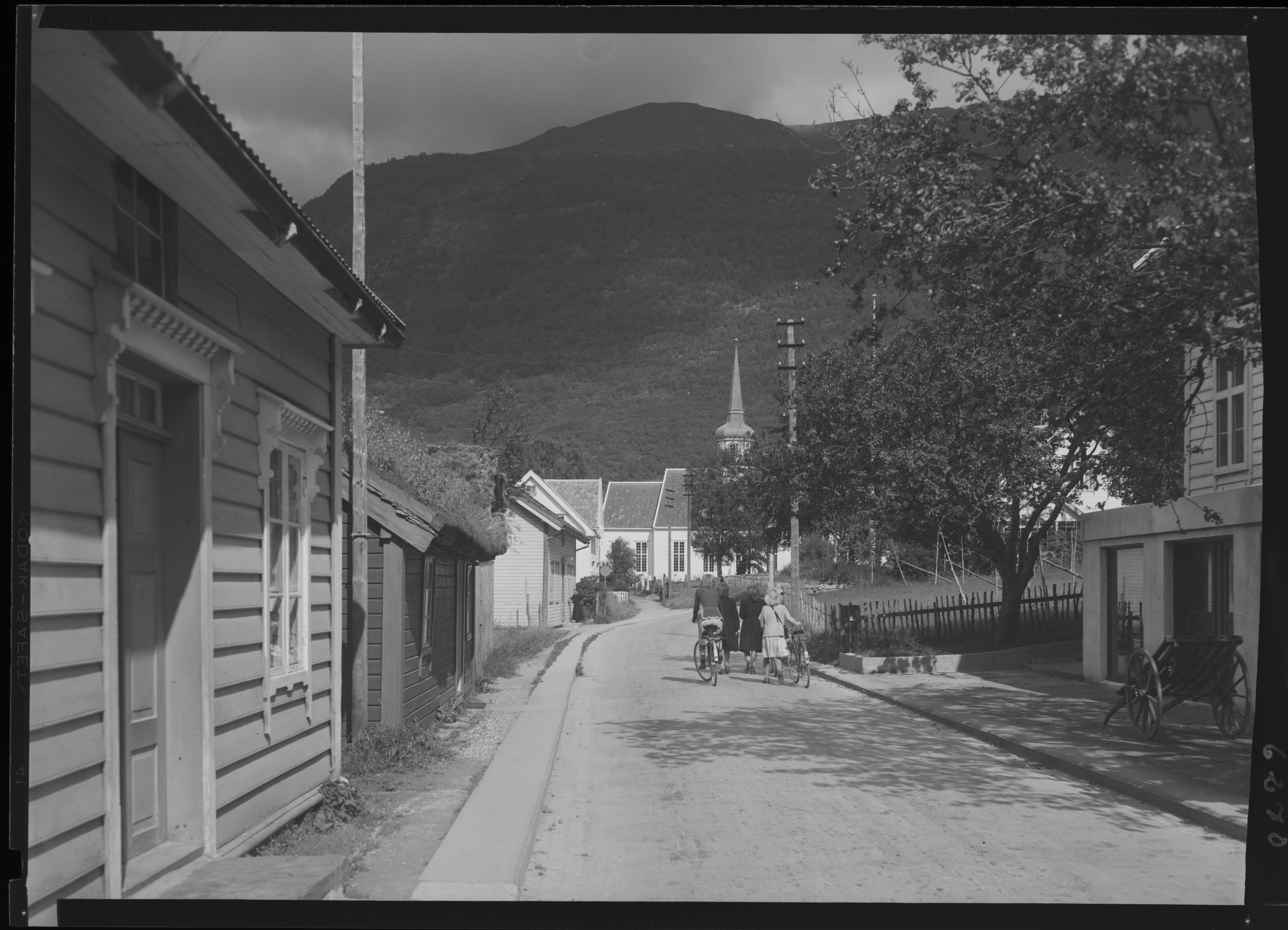
Blick durch die Eidsgata nach Norden zur Kirche von Eid, 1948

Nordfjordeid ist ein Tettsted in der norwegischen Provinz Vestland. Er ist Verwaltungssitz und größter Ort der Kommune Stad. Der Ort hat 3178 Einwohner (Stand: 1. Januar 2024).

## Lage
Nordfjordeid liegt auf einem Isthmus (norwegisch: Eid) zwischen dem östlichen Ende des Eidsfjords, dem nordöstlichen Arm des Nordfjords, und dem See Hornindalsvatnet. Durch den Ort führt die Europastraße 39, die vom dänischen Aalborg über Bergen nach Trondheim führt. Nördlich des Ortszentrums fließt der Bach Presteelva, südlich der Fluss Eidselva, die beide in der Ortslage in den Fjord münden. Im Eidselva liegt die Insel Storøya.
Im Norden und Süden wird Nordfjordeid durch hohe Berge begrenzt, von denen die Trolledalsegga im Südwesten des Ortszentrums mit 1022 Metern der Höchste ist.

## Geschichte
Bereits in der ersten Hälfte des 17. Jahrhunderts entstand südlich des Orts der Exerzierplatz Nordfjordeid, der heute unter Denkmalschutz steht. Das Militär prägte lange die Entwicklung Nordfjordeids.
Am 12. Dezember 1944 sank das Schiff Wartheland nach einem Flugzeugangriff im Hafen von Nordfjordeid. Das gesunkene Wrack wird als Kulturdenkmal geführt.
Nordfjordeid gilt als Zentrum der Zucht Norwegischer Fjordpferde. Dort befindet sich auch das Norwegische Fjordpferde-Zentrum.

## Bauwerke und Kultureinrichtungen
Der Ortskern ist als Denkmalbereich Eidsgata og Tverrgata ausgewiesen und wird von historischen weißen Holzhäusern geprägt. Im Ort befindet sich die 1849 gebaute, denkmalgeschützte Kirche von Eid und das 1905 entstandene Bedehuset Betania. Obwohl Nordfjordeid ein eher kleinerer Ort ist, verfügt er seit 2009 über das Opernhaus Nordfjordeid. Darüber hinaus befindet sich zentral im Ort das Kulturhaus Kulturhuset Gamlebanken.
Im südlichen Teil des Ortszentrums steht das denkmalgeschützte ehemalige Hotel Yris.
In der Gemeinde wurde mit über 30 Meter Länge das größte Wikingerschiff Norwegens gefunden. Eine Rekonstruktion des Schiffes, das Myklebustskipet, befindet sich in einem 2019 eröffneten Museum Sagastad Wikingerzentrum.
Seit 2002 findet in Nordfjordeid einmal im Jahr das Malakoff Rockfestival statt.

## Persönlichkeiten
1842 wurde der Mathematiker Sophus Lie (1842–1899) in Nordfjordeid geboren. Das Kongresszentrum trägt seinen Namen. Auf dem Exerzierplatz Nordfjordeid wurde für den norwegischen Major Oliver H. Langeland (1887–1958) das Langeland-Denkmal errichtet. Ein weiteres Denkmal, das Maurstad-Denkmal, erinnert an den Schauspieler Alfred Maurstad (1896–1967). In der Eidsgata ist für den aus Nordfjordeid stammenden und im Zweiten Weltkrieg ums Leben gekommenen Seemann Ernst Martin Totland (1905–1943) eine Gedenktafel angebracht. Auch der norwegische Fußballspieler Azar Karadaş (* 1981) stammt von hier. Weitere mit dem Ort verbundene Persönlichkeiten sind:
- Harald Aabrekk (* 1956), Fußballspieler und -trainer
- Marianne Kjørstad (* 1970), Skiläuferin
- Kari Standal Pavelich, Opernintendantin
- Michael Pavelich, Dirigent